# NECESSARY
『NECESSARY』（ネセサリー）は、日本の音楽グループEvery Little Thingが1998年9月30日に発売した10枚目のシングル。

## 解説
前作『FOREVER YOURS』から3か月でのリリースとなる。PVには、タレントの坂本三佳が出演している。
オリコン最高位2位（1位はglobeの『Sweet heart』）、累計23万枚。3rdシングル『Dear My Friend』でブレイク以来、初の40万枚割れとなった。
2005年に発売された『ACOUSTIC:LATTE』にアコースティックにアレンジして収録されたものに、オリジナルとは別のビデオクリップが存在する。

## 収録曲
1. NECESSARY
（作詞・作曲・編曲：五十嵐充）
トヨタ「NEW HILUX SURF」CFソング
2. NECESSARY (D'AMBROSIO CLUB MIX)
リミックス：Bobby D'Ambrosio (Def Mix Productions)
3. NECESSARY (INSTRUMENTAL)

## 楽曲の収録アルバム
NECESSARY
- 『Every Best Single +3』
- 『ACOUSTIC:LATTE』※アレンジ、新録音して収録。
- 『Every Best Single 〜COMPLETE〜』
- 『Every Best Single 2 ～MORE COMPLETE～』
- 『Every Best Single 2 〜Early period〜』

| 前奏 | 前奏        | → | 1A・1Bメロ | 1A・1Bメロ | → | 1サビ | 1サビ       | → | 2A・2Bメロ | 2A・2Bメロ |
|      | ホ短調 (Em) | → |            | ホ長調 (E) | → |       | ホ短調 (Em) | → |            | ホ長調 (E) |

| 2サビ | 2サビ       | → | 3A・3Bメロ | 3A・3Bメロ | → | 3サビ | 3サビ       |
|       | ホ短調 (Em) | → |            | ホ長調 (E) | → |       | ホ短調 (Em) |